# Cappella della Mater Boni Consilii
Cappella della Mater Boni Consilii ou Capela de Nossa Senhora do Bom Conselho é uma pequena igreja de Roma, Itália, localizada no rione Monti, na via Salita del Grillo. É dedicada a Nossa Senhora do Bom Conselho.
Mariano Armellini (1891) descreveu assim esta igrejinha:
| “ | É este o título de uma capelinha votiva dedicada à Virgem que fica quase do outro lado do Arco dos Pântanos no final da Salita del Grillo. Foi construída no início do século [XIX] pela Sturbinetti, cujas casas no local estavam separadas por uma via estreita e perigosa, especialmente à noite. A família conseguiu que esta viela fosse fechada e reduzida à já mencionada capela votiva da Virgem. | ” |
|   | — Armellini. |   |

A capela, muito simples, tem uma fachada de igreja e é bastante estreita, com um altar coroado por uma imagem da Madona e repleto de ex-votos.